# Ernesto Palacio (Sänger)
Ernesto Palacio (* 19. Oktober 1946 in Lima, Peru) ist ein peruanischer Opernsänger (Tenor) und Opern-Agent. Begabt mit einer ungewöhnlich schönen, hohen und beweglichen lyrischen Tenorstimme, hatte er eine bedeutende Rolle bei der Rossini-Renaissance des 20. Jahrhunderts und wurde auch bekannt für seine Interpretationen von Donizetti, Bellini, Mozart und Cimarosa. Er war ein tenore di grazia.

## Biographie
Obwohl er schon in seiner Jugend musikalisches Talent zeigte, studierte Ernesto Palacio zunächst Theologie. Er begann seine Gesangsstudien mit Rosa Mercedes Ayarza de Morales und mit Alejandro Granda; später setzte er seine Studien in Mailand fort, wo er 1972 den ersten Preis beim Wettbewerb „Voci Nuovi Rossiniane“ („Neue Rossini-Stimmen“) der RAI gewann und als Lindoro in L’italiana in Algeri debütierte.
In der nächsten Dekade folgten Auftritte an der Mailänder Scala, am San Carlo in Neapel, am Teatro Comunale in Treviso, und anderen großen Bühnen Italiens; er sang auch am Gran Teatre del Liceu in Barcelona, beim Festival von Aix-en-Provence, und im Londoner Royal Opera House Covent Garden. Sein Debüt an der New Yorker Metropolitan Opera machte Palacio im Dezember 1985, wieder als Lindoro in L’italiana.
Seine Karriere führte ihn darüber hinaus an Bühnen wie das Teatro La Fenice in Venedig, das Opernhaus Zürich, das Théâtre La Monnaie in Brüssel, die Bayerische Staatsoper München, die Opernhäuser von Rom, Dallas, Houston u. a. In Südamerika trat er am Teatro Colón in Buenos Aires, am Teatro Municipal von Santiago de Chile, am Teatro Teresa Carreño in Caracas und am Municipal von Lima auf. Palacio gab außerdem Konzerte, wo er u. a. auch Lieder von Manuel García vortrug.
Neben seiner Arbeit als Tenor widmete er sich auch der musikalischen Forschung und bewahrte dadurch einige Werke vor dem Vergessen, die in der Folge auf Schallplatte aufgenommen wurden.
Palacio sang auf zahlreichen Einspielungen, von besonderer Bedeutung sind dabei seine Opern-Aufnahmen von Rossini, wie z. B. L’italiana in Algeri neben Marilyn Horne; Maometto II an der Seite von June Anderson, Samuel Ramey, und unter Claudio Scimone; Il turco in Italia mit Samuel Ramey und Montserrat Caballé unter Riccardo Chailly; und Mosè in Egitto mit June Anderson und Ruggero Raimondi;  außerdem Rossinis La scala di seta (auf DVD). Dazu kommen auch unbekannte Werke wie Solers Il tutore burlato.
Er zog sich 1998 von der Bühne zurück, blieb jedoch mit der Welt der Oper verbunden, als künstlerischer Agent einiger Sänger, darunter Juan Diego Flórez und Elīna Garanča. Aktuell ist er künstlerischer Leiter des Rossini Opera Festival Pesaro. Palacio bereitet junge Künstler für die Arbeit auf der Bühne vor, und arbeitet dabei mit Theatern wie dem Teatro Real in Madrid und dem Palau de les Arts Reina Sofía in Valencia zusammen. Er war Mitglied in den Jurys mehrerer Gesangs-Wettbewerbe. Ernesto Palacio ist außerdem künstlerischer Leiter und Gründer des Festival Internacional de Ópera Alejandro Granda (kurz: Festival Granda), einem der wichtigsten Opern-Projekte Südamerikas.
Die Regierung von Peru ernannte Ernesto Palacio zum „Comendador“ des Ordens für besondere Verdienste („Orden por Servicios Distinguidos“).

## Diskographie (Auswahl)
- Canto al Perù – Lieder von Alvaro, Ayarza de Morales, Arias, Robles, Granda, Carreno, Carpio, Silva, Sas, Leguia, Sannicandro, Allauca. Mit Samuele Pala, Klavier, 1997 Bon
- Manuel García: Yo que soy contrabandista y otras canciones, Centro de Documentaciòn musical de Andalucía, Serie I Clásica
- Galuppi: La caduta di Adamo (Oratorium), mit Mara Zampieri, Susanna Rigacci, Edoardo Farina, I Solisti Veneti, Claudio Scimone, 1976 / 1985 / 2008 Apex
- Händel: Rinaldo (Live-Aufnahme), mit Cecilia Gasdia, Marilyn Horne, Natale de Carolis, Christine Weidinger, Orchestra e Coro del Teatro La Fenice Venezia, John Fisher, 1991 Nuova Era
- Martín y Soler: Una cosa rara ossia Belleza ed Onestà (Live-Aufnahme, Barcelona), mit Maria Angeles Peters, Francesc Garrigosa, Montserrat Figueras, Gloria Fabuel u. a., La Capella Reial de Catalunya, Le Concert des Nations, Jordi Savall  1991 Astrée / Auvidis
- Rossini: Ciro in Babilonia (Live aus Savona), mit Caterina Calvi, Daniela Dessì, Oriana Ferraris, Stefano Antonucci, Enrico Cossutta, Danilo Serraiocco, Orchestra Sinfonica di San Remo, Coro F. Cilea di Reggio Calabria, Carlo Rizzi, 1988 Hunt akademia (CD: CDAK 105)
- Rossini: Ermione, mit Cecilia Gasdia, Margarita Zimmermann, Chris Merritt, William Matteuzzi, Simone Alaimo u. a., Orchestre Philharmonique de Monte Carlo, Prager Philharmonischer Chor, Claudio Scimone. 1986 Erato
- Rossini: L’italiana in Algeri (mit Alternativfassungen einiger Arien), Samuel Ramey, Marilyn Horne, Kathleen Battle u. a., I Solisti Veneti, Prager Kammerchor, Claudio Scimone, 1980 Erato (Opernwelt-CD-Tipp: „Künstlerisch wertvoll“; „probably the all-round winner“)
- Rossini: Maometto II, mit June Anderson, Margarita Zimmermann, Laurence Dale, Samuel Ramey, Philharmonia Orchestra London, Ambrosian Opera Chorus, Claudio Scimone. 1983 Philips
- Rossini: Mosè in Egitto (vollständige revidierte Fassung von 1819) Siegmund Nimsgern, June Anderson, Ruggero Raimondi, Zehava Gal u. a., Philharmonia Orchestra, Ambrosian Opera Chorus, Claudio Scimone. 1981 Philips (Opernwelt-CD-Tipp: „künstlerisch wertvoll“)[3]
- Rossini: Pianto di Armonia sulla morte di Orfeo &  Arie inedite (Kantate und unveröffentlichte Arien), Radio Bratislava Symphony Orchestra, Slovak Philharmonic Choir, Carlo Rizzi, Academia
- Rossini: La scala di seta, mit Tullio Pane, Carmen Lavani, Tiziana Tramonti, Orchestra della Svizzera Italiana, Marc Andreae, 1983 Faveo (DVD)
- Rossini: Tancredi, mit Marilyn Horne, Lella Cuberli, Nicola Zaccaria, Bernadette Manca di Nissa, Patricia Schuman, Orchester und Chor des Teatro La Fenice di Venezia, Ralf Weikert, 1983 CBS (live aus Venedig, Opernwelt-CD-Tipp: „künstlerisch wertvoll“)
- Domenico Scarlatti: La Dirindina, Cimarosa: Il maestro di cappella und Sarro: L’impresario delle Canarie (Opere buffe), mit Giorgio Gatti, Patrizia Cigna, Adriana Cicogna, Ars Cantus Orchestra, Riccardo Cirri, 1996/1995 Bongiovanni (DVD)
- Tosti: Romanze, Marco Rapattoni, 1994 Agorá / Arkadia